# Potomac (Maryland)
Potomac is een plaats (census-designated place) in de Amerikaanse staat Maryland, en valt bestuurlijk gezien onder Montgomery County. Potomac ligt in de agglomeratie van Washington, op zo’n twintig kilometer afstand van downtown. Het is genoemd naar de gelijknamige rivier, die vlak bij de plaats stroomt.

## Demografie
Bij de volkstelling in 2000 werd het aantal inwoners vastgesteld op 44.822.

## Geografie
Volgens het United States Census Bureau beslaat de plaats een oppervlakte van
68,8 km², waarvan 65,2 km² land en 3,6 km² water.

## Plaatsen in de nabije omgeving
De onderstaande figuur toont nabijgelegen plaatsen in een straal van 8 km rond Potomac.